# Рок на віки (фільм)
Рок на віки (англ. Rock of Ages) — американська музична комедія 2012 року, режисера Адама Шенкмана. Картина являє собою екранізацію одноіменної бродвейської постановки 80-х років, з Томом Крузом, Кетрін Зета-Джонс. У фільмі також знімались Алек Болдуін, Рассел Бренд («Буря»), Пол Джаматті («Нокдаун», «Космополіс») та Малін Акерман («Хранителі», «Медальон»). Головну жіночу роль виконує Джуліан Гаф («Бурлеск»).

## Сюжет
Молодий рок-музикант і дівчина Шеррі Крістіан з маленького міста приїжджають до Голлівуду, щоб підкорити його музичну сцену. У день приїзду у неї крадуть валізу, це все відбувається на очах бармена з одного відомого закладу — The Bourbon Room.
Бармена звуть — Дрю Болі, він якраз готувався до нічної зміни, і побачивши ситуацію — кинувся на допомогу Шеррі. На жаль наздогнати злодія не вдалося. Познайомившись з дівчиною, він дізнається що вона приїхала з іншого штату і у неї нічого немає. Дрю вирішує допомогти Шеррі влаштуватися офіціанткою в заклад.
У цей час у самого закладу — не найкращі часи. Власник закладу вирішує запросити відомого музиканта, щоб той з групою дали концерт в його закладі. В цей час на Шеррі звертає увагу екс-зірка рок-сцени Стейсі Джеккс, а сама дівчина, хоч і влаштовується працювати в стрипклуби, знаходить справжню любов.

## У ролях
- Дієго Бонета — Дрю Болі.
- Джуліанн Гаф — Шеррі Крістіан.
- Том Круз — Стейсі Джеккс.
- Рассел Бренд — Лонні Барнетт.
- Пол Джаматті — Пол Джілл.
- Кетрін Зета-Джонс — Патрісія Уітмор
- Мері Джей Блайдж — Джастіс Чарліа
- Малін Акерман — Констанс Сак
- Алек Болдвін — Денніс Дюпрі
- Браян Кренстон — Майк Уітмор
- Джеймс Мартін Келлі — Дуґ Флінтлок
- Вілл Форте — Мітч Майлі
- Елай Рот — Стефано
- Ті Джей Міллер — репортер
- Кевін Неш — тілоохоронець
- Джефф Чейз — тілоохоронець
- Деббі Гібсон — камео